# 芭芭雅嘎

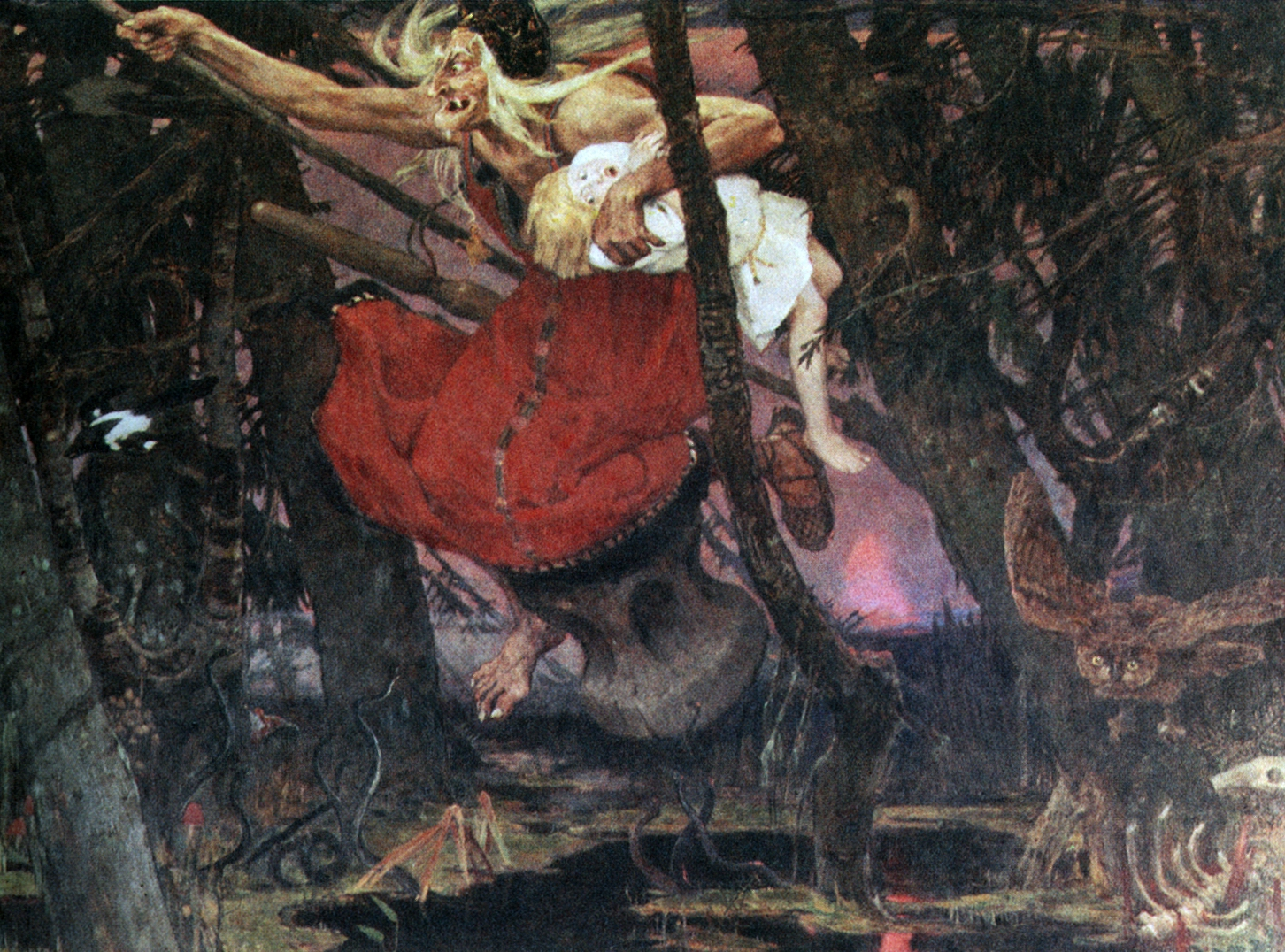
芭芭雅嘎圖像，由维克托·瓦斯涅佐夫所繪。

芭芭雅嘎，又譯作雅加婆婆、巴巴亞加，為斯拉夫民族童話及傳說中之女巫。她專吃小孩，在人們的心目中，是個充滿邪惡、神秘的角色。其女婿為一隻龍。

## 傳說
芭芭雅嘎的典型形象是醜惡的老婦，她會乘坐石臼（或木臼）在森林移動或在天空飛行，並會用掃把與杵敲打石臼來改變速度和方向，要逃避乘臼而行的芭芭雅嘎幾乎是不可能的，因為不論跑的多快她的臼都能追上。
據說，其住在長有雞腳的一間小屋裡，窗口面向著森林，門口則向著牆壁，一旦知道有小孩在森林迷路，就會使房子轉向，打開窗子，以便狩獵。也有傳說稱芭芭雅嘎的林中小屋築有人骨搭建的籬笆，外人可以從籬笆看出芭芭雅嘎吃了多少人。
在許多故事裡，芭芭雅嘎在抓到人後並不會直接吃掉，而是會先要求對方為她做家事，芭芭雅嘎提出的條件通常難以達成（比如必須以一晚的時間把整個農舍打掃乾淨、或將灑滿地的麥子上的塵土拍乾淨），無法達成條件者將被芭芭雅嘎吃掉，但成功完成者芭芭雅嘎將會饒其性命並贈與帶有魔法的物品。此外，芭芭雅嘎無法傷害信仰虔誠之人，當發現對方身上帶著東正教的十字架時，她會一面咒罵一面消失在森林裡。
然而，芭芭雅嘎也並非完全的邪惡妖怪，部分故事裡她會對可憐、受欺凌的少女伸出援手，顯示芭芭雅嘎仍有一定的是非觀念，另外在繪本「芭芭雅嘎婆婆」裡，芭芭雅嘎則是一個身居森林深處的寂寞老婦人，心中渴望成為一個慈藹的奶奶，有一個孫子陪伴在身旁；為此她喬裝成一名平凡的老太太，走進村子里，一心想藉著幫忙忙碌的主婦，以便和天真的孩子朝夕相處。

## 相關的作品

### 電影
- 捍衛任務系列電影
- 蟻人與黃蜂女（提及）
- 地獄怪客：血后的崛起
- 捍衛任務4
- 明日傳奇 第四季 第五集

### 文藝
- 《“芭芭雅嘎奶奶”》 派翠西亞．波拉寇（Patricia Polacco） 著
- 穆索斯基《展覽會之畫》組曲第九
- 網路漫畫《Hemlock》中的角色，芭芭雅嘎在故事中有3個兒子

### 電玩
- 《Rock of Ages 2 : Bigger & Boulder》中，為劇情模式利維夫關卡的頭目 （页面存档备份，存于）
- 《古墓丽影：崛起》DLC的背景故事来源 （页面存档备份，存于）
- 《巫師3：狂獵》中NPC「林中夫人」的原型
- 《黎明杀机》女猎手皮肤[1]
- 《Limbus Company》異想體「芭芭雅嘎」的原型

### 輕小說
- 《魔彈之王與戰姬》：以異形魔物的形態登場，為與主角提格爾交手的魔物之一。

## 來源
- 芭芭雅嘎奶奶-文化部兒童文化 （页面存档备份，存于）
- 俄罗斯童话人物--芭芭雅嘎老巫婆 （页面存档备份，存于）

1. ↑  . Dead by Daylight Wiki.   [2022-10-04]. （原始内容存档于2022-11-06） （英语）.